# Gabbie Carter
Pour les articles homonymes, voir Carter.
Gabbie Carter, née le 4 août 2000 à Austin (États-Unis), est une actrice pornographique et modèle érotique américaine ayant joué dans plus de 220 films.

## Biographie
Originaire de l'état du Texas, Gabbie commence à travailler comme serveuse dans divers restaurants de sa ville natale. Après avoir répondu à une annonce de SexyJobs publié par Matrix Models, elle part vivre en Californie, où elle commence sa carrière d'actrice pornographique en avril 2019, à 18 ans. Sa première scène est enregistrée le 2 avril pour le site web FTV Girls, en enregistrant peu de temps après sa première scène de sexe anal et premier trio pour le site ExploitedCollegeGirls.
En juin 2019, Carter, associée à Sofia Lux, est sélectionnée en tant que « Heart-On Girl » pour la cérémonie des XRCO Awards.
En 2020, elle reçoit ses premières nominations dans le circuit professionnel de l'industrie, avec les AVN Awards et les XBIZ Awards pour la meilleure actrice révélation,. Autres nominations dans les prix AVN avec la meilleure scène de sexe garçon/fille par Sex Machines et la meilleure scène de sexe en groupe par Relentless.
Elle est choisie Pet of the Month par la revue Penthouse en février 2020.
Elle a tourné dans des films comme Art of Roman 7, Corrupt School Girls 16, Drive, Her 1st Lesbian Anal 3, Large Naturals, Lesbian Hôpital Affairs 3 et Tushy Raw V6.